# گمشده (مجموعه تلویزیونی ۱۳۸۹)
گمشده نام سریالی است که از ۱۹ مهر ۱۳۸۹ از شبکهٔ ۱ سیما هر هفته دوشنبه‌ها ساعت ۲۲:۱۵ شروع به پخش کرد. کارگردانی و تهیه‌کنندگی این سریال را به ترتیب راما قویدل و بهروز مفید به عهده دارند. کار تصویربرداری این سریال از آبان ۱۳۸۸ با ۱۵۰ بازیگر و ۱۷۰ لوکیشن داخل و خارج کشور شروع شده بود.
لوکیشن‌های خارجی این سریال در کشورهای ارمنستان و اتریش تصویربرداری شده‌است.

## داستان
گمشده با مضمونی اجتماعی داستان زندگی زنی به نام «مریم سلیمیان» (میترا حجار) را دنبال می‌کند که در زمان زلزلهٔ بم جزو امدادگران داوطلب بوده و بعد از ۵ سال سازمان هلال احمر و در بخشی به نام «جستجوی گمشدگان بین‌المللی» مشغول به کار می‌شود. او هر بار با پرونده‌ای روبه‌رو می‌شود که باید آدم گمشده‌ای را در داخل یا خارجِ کشور ردیابی کند. پیدا کردن این آدم‌ها و ماجراهایی که برای آن‌ها به وقوع می‌پیوندد داستان‌های مختلف این سریال تلویزیونی را شکل می‌دهد.

## حواشی
طرح کلی داستان با توجه به اسپانسر شدن هلال احمر و سازمان اورژانس بوده است به این صورت که از زن و شوهر اصلی داستان یکی (میترا حجار) کارمند هلال احمر است و در هر قسمت پرونده گمشده ای را پیگیری می کند و دیگری (علیرضا جلالی‌تبار) کارمند اورژانس است و یک کیس اورژانسی را حل و فصل میکند. اما با کنار کشیدن سازمان اورژانس، عملا داستانهای بخش دوم حذف و نقش علیرضا جلالی تبار کمرنگ و محدود به مراودات خانوادگی شد

## بازیگران
- نقش های داستان اصلی:
- میترا حجار در نقش مریم سلیمیان
- بهزاد فراهانی در نقش محسنی (رئیس بخش گمشدگان هلال احمر)
- زهره مجابی در نقش کارمند بین‌الملل هلال احمر (همکار مریم)
- مرضیه برومند همسایه
- علی‌رضا جلالی‌تبار در نقش علی (همسر مریم)

- برخی نقش های مربوط به پرونده های هر اپیزود:
- شبنم قلی خانی
- حمید فرخ‌نژاد
- حدیث میرامینی
- مجتبی رجبی معمار
- بهزاد خداویسی
- رؤیا تیموریان
- پرستو کرمی
- امیر آقایی
- بهنام تشکر
- قربان نجفی
- حمیدرضا پگاه
- محمد عمران آعاسفی
- امیر جعفری
- عسل جعفری
- لیدا عباسی
- مهدی پاکدل
- شقایق دهقان
- انوشیروان فاطمی